# NGC 6710
NGC 6710 је лентикуларна галаксија у сазвежђу Лира која се налази на NGC листи објеката дубоког неба.
Деклинација објекта је + 26° 50' 19" а ректасцензија 18h 50m 34,0s. Привидна величина (магнитуда) објекта NGC 6710 износи 13,3 а фотографска магнитуда 14,2. NGC 6710 је још познат и под ознакама UGC 11364, MCG 4-44-19, CGCG 143-27, PGC 62482.